# Pachycondyla magnifica
Pachycondyla magnifica is een mierensoort uit de onderfamilie van de Ponerinae. De wetenschappelijke naam van de soort is voor het eerst geldig gepubliceerd in 1929 door Borgmeier.